# وجه الشبح
وجه الشبح هي شخصية خيالية ظهرت في سلسلة أفلام سكريم من تأليف كيفين ويليامسون.